# Luiza Braz Batista

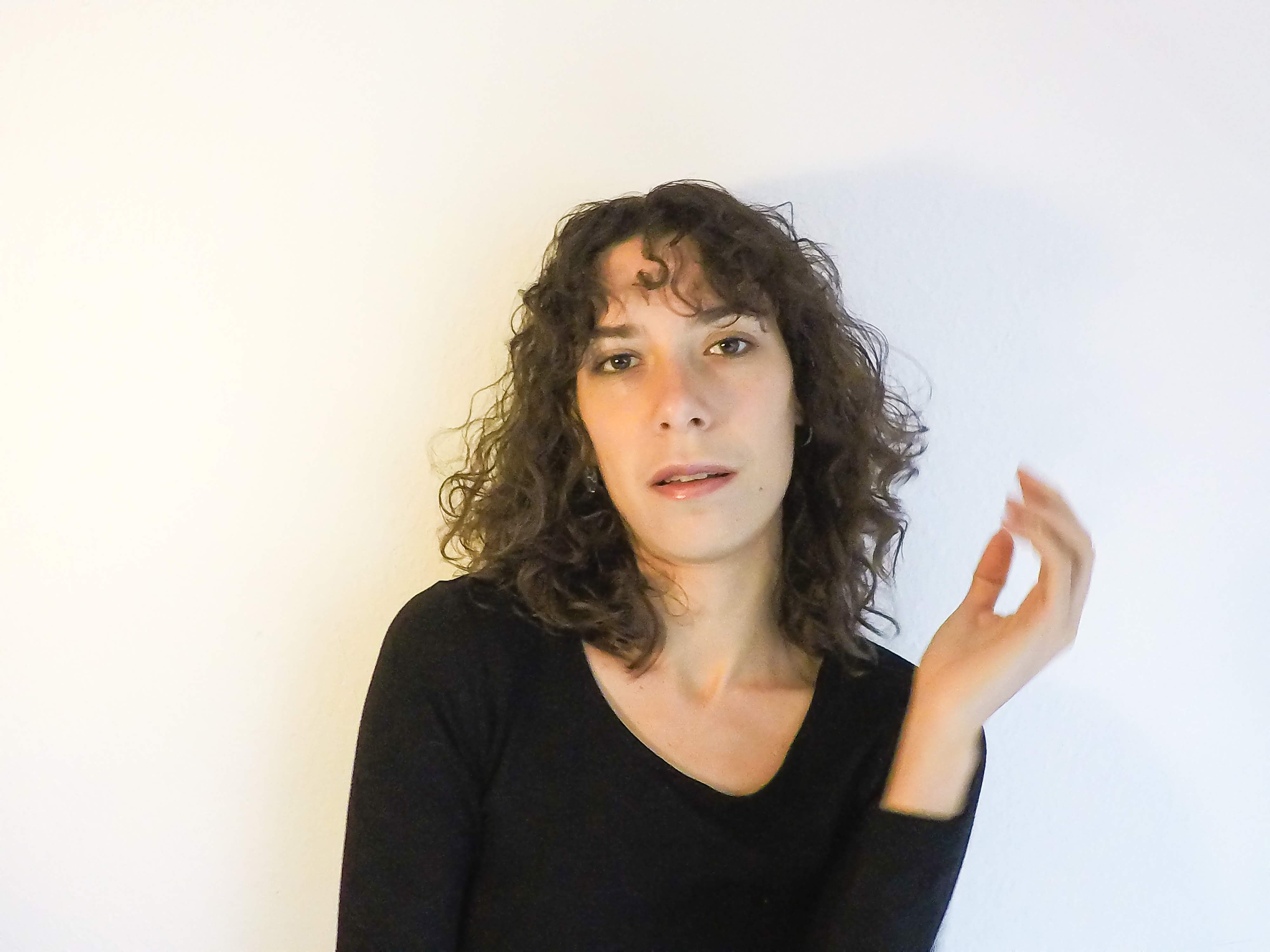
Luiza Braz Batista (2020)

Luiza Braz Batista (* 19. Oktober 1989 in Vitória, Brasilien) ist eine nicht-binäre deutsch-brasilianische Person, die in den Bereichen Schauspiel, Tanz, Musik, Choreografie und Regie arbeitet.

## Leben
Die Choreografin, Regisseurin, Kuratorin, Produzentin und Performerin Luiza Braz Batista wurde in Vitória (Brasilien) geboren und begann ihre Karriere als Tänzerin in jungen Jahren in der Grupo deDança Primeiro Ato in Belo Horizonte. Mit 19 Jahren schloss sie das Master-Tanzstudium an der Folkwang Universität der Künste in Essen ab. Von 2009 bis 2015 arbeitete sie im Folkwang Tanzstudio, ebenfalls in Essen. Seit 2008 ist sie Gasttänzerin des Tanztheater Wuppertal Pina Bausch und arbeitet seit 2024 als Probenleiterin für die Pina Bausch Foundation. Sie trat als Solistin unter anderem in Susanne Linkes Frauenballett, Pina Bauschs Wind von West, Der zweite Frühling und Orpheus und Eurydike auf und arbeitete mit bedeutenden Choreografen und Regisseuren wie Suely Machado, David Hernandez, Moya Michael, Emanuel Gat, Hannes Langolf, Thomas Dannemann, Maura Morales, Lucyna Zwolinska und Julio Cesar Iglesias Ungo. Von 2015 bis 2018 war sie Solotänzerin der Company Susanne Linke am Theater Trier, von 2018 bis 2022 dann als Schauspielerin, Choreografin und Regisseurin im Schauspielensemble des Theater Trier tätig. Aktuell arbeitet sie freiberuflich und schafft eine kulturelle Brücke zwischen Kontinenten. Sie entwickelt eigene Werke und tritt mit verschiedenen Tanz-, Theater- und Performancekompanien weltweit auf. Zurzeit kuratiert, organisiert und produziert Braz Batista die von ihr konzipierten Festivals InCorPorAr in Belo Horizonte und ReConexão Africanidades 2024 in Congonhas, Brasilien.